# Temporada 1968-1969 del FC Barcelona
Les dades més destacades de la temporada 1968-1969 del Futbol Club Barcelona són les següents:

## Plantilla[1][2]
| Porters - Salvador Sadurní - Miguel Reina | Defenses - Gallego - Antoni Torres - Eladi Silvestre - Josep Franch - Pedro Fernández Cantero - Ferran Olivella - Bartolomé Paredes | Centrecampistes - Pedro María Zabalza - Josep Maria Fusté - Juan Carlos Pérez - Santiago Castro - Ángel Oliveros - Josep Pau Garcia Castany - Joaquim Borràs | Davanters - José Antonio Zaldúa - Joaquim Rifé - Carles Rexach - Jesús Pereda - Carlos Pellicer - Juanito - Josep Palau - Narcís Martí Filosia - José Alberto de Mendonça - Francisco Nieto - Manuel Jiménez - Lluís Pujol - Miguel Ángel Bustillo |

## Classificació
- Lliga d'Espanya: Tercera posició amb 36 punts (30 partits, 13 victòries, 10 empats, 7 derrotes, 40 gols a favor i 18 en contra).
- Copa d'Espanya: Vuitens de final. Eliminat per la Reial Societat.
- Recopa d'Europa de futbol: Finalista. Eliminà el FC Lugano, Lyn Fotball i 1.FC Köln, però perdé la final davant l'Slovan Bratislava (2-3).

## Resultats
| PARTITS |
| --- |
| 17-08-68. AMISTÓS GRANOLLERS-BARCELONA 1-4 21-08-68 . "JOAN GAMPER" BARCELONA-WERDER BREMEN 3-0 22-08-69 . "JOAN GAMPER" BARCELONA-FLAMENGO 5-4 25-08-68. AMISTÓS SABADELL-BARCELONA 2-2 29-08-68. AMISTÓS PALAMOS - BARCELONA 1-3 31-08-68 . XIV "RAMON DE CARRANZA" BARCELONA-REAL MADRID 2-1 01-09-68 . "RAMON DE CARRANZA" ATLETICO MADRID-BARCELONA 1-0 01-09-68. AMISTÓS LLEIDA-BARCELONA 0-1 03-09-68. AMISTÓS TERRASSA-BARCELONA 1-4 05-09-68. AMISTÓS BLANES-BARCELONA 1-5 08-09-68. CONCEPCION ARENAL BARCELONA-ZARAGOZA 2-0 08-09-68. AMISTÓS BARCELONA-LYON 7-1 14-09-68. LLIGA BARCELONA-REIAL SOCIETAT 0-0 15-09-68. AMISTÓS TORELLO-BARCELONA 0-7 18-09-68. RECOPA LUGANO-BARCELONA 0-1 21-09-68. LLIGA ATLETICO MADRID-BARCELONA 0-1 23-09-68. AMISTÓS EUROPA-BARCELONA 1-4 25-09-68. AMISTÓS FARNERS-BARCELONA 1-4 29-09-68. LLIGA LAS PALMAS-BARCELONA 0-0 02-10-68. RECOPA BARCELONA-LUGANO 3-0 06-10-68. LLIGA BARCELONA-PONTEVEDRA 1-0 13-10-68. LLIGA GRANADA-BARCELONA 1-0 15-10-68. AMISTÓS EL VENDRELL-BARCELONA 2-5 20-10-68. LLIGA BARCELONA-ZARAGOZA 4-0 23-10-68. AMISTÓS BARCELONA-HAMBURGO 2-3 25-10-68. AMISTÓS BANYOLES-BARCELONA 1-5 27-10-68. AMISTÓS GIRONA-BARCELONA 2-3 03-11-68. LLIGA ELCHE-BARCELONA 1-2 10-11-68. LLIGA BARCELONA-MALAGA 1-0 12-11-68. AMISTÓS BARCELONA-CALELLA 2-0 16-11-68. LLIGA REAL MADRID-BARCELONA 2-1 24-11-68. LLIGA BARCELONA-ESPANYOL 1-0 01-12-68. LLIGA DEPORTIVO LA CORUNA-BARCELONA 1-0 15-12-68. LLIGA ATHLETIC BILBAO-BARCELONA 1-1 18-12-68. LLIGA BARCELONA-CORDOBA 4-0 22-12-68. LLIGA BARCELONA-SABADELL 2-0 25-12-68. AMISTÓS BARCELONA-SPARTA DE PRAGA 3-1 29-12-68. LLIGA VALENCIA-BARCELONA 0-0 05-01-69. LLIGA REIAL SOCIETAT-BARCELONA 2-1 12-01-69. LLIGA BARCELONA-ATLETICO MADRID 4-1 19-01-69. LLIGA BARCELONA-LAS PALMAS 1-2 21-01-69. AMISTÓS VILANOVA-BARCELONA 1-2 26-01-69. LLIGA PONTEVEDRA-BARCELONA 0-1 30-01-69. RECOPA LYN d'OSLO-BARCELONA 2-3 02-02-69. LLIGA BARCELONA-GRANADA 4-0 05-02-69. RECOPA BARCELONA-LYN d'OSLO 2-2 09-02-69. LLIGA ZARAGOZA-BARCELONA 0-0 16-02-69. LLIGA BARCELONA-ELCHE 1-1 23-02-69. AMISTÓS GIRONA-BARCELONA 1-1 02-03-69. LLIGA MALAGA-BARCELONA 0-3 09-03-69. LLIGA BARCELONA-REAL MADRID 1-1 16-03-69. LLIGA ESPANYOL-BARCELONA 0-0 19-03-69. BODAS ORO UD FIGUERES FIGUERES-BARCELONA 0-8 23-03-69. LLIGA BARCELONA-DEPORTIVO LA CORUNA 4-1 26-03-69. AMISTÓS SELECCION ESSEN-BARCELONA 1-0 30-03-69. LLIGA CORDOBA-BARCELONA 2-1 02-04-69. RECOPA COLONIA-BARCELONA 2-2 07-04-69. LLIGA BARCELONA-ATHLETIC BILBAO 0-1 13-04-69. LLIGA SABADELL-BARCELONA 0-0 16-04-69. LLIGA BARCELONA-VALENCIA 1-1 19-04-69. RECOPA BARCELONA-COLONIA 4-1 01-05-69. AMISTÓS CALELLA-BARCELONA 2-2 04-05-69. COPA GENERALISIMO REIAL SOCIETAT-BARCELONA 5-1 10-05-69. COPA GENERALISIMO BARCELONA-REIAL SOCIETAT 3-0 15-05-69. AMISTÓS BARCELONA-STOKE CITY 2-3 21-05-69. RECOPA SLOVAN BRATISLAVA-BARCELONA 3-2 25-05-69. AMISTÓS FIORENTINA-BARCELONA 0-2 30-05-69. AMISTÓS BARCELONA-JUVENTUS 3-2 04-06-69. AMISTÓS BARCELONA-JUVENTUS 1-0 05-06-69. AMISTÓS MATARO-BARCELONA 1-5 08-06-69. AMISTÓS ALL STAR-BARCELONA 0-3 12-06-69. COPA PRESIDENTE BARCELONA-EUROPA 1-0 15-06-69. COPA PRESIDENTE BARCELONA-CALELLA 1-3 18-06-69. COPA PRESIDENTE BARCELONA-GIMNASTIC 1-3 21-06-69. COPA PRESIDENTE BARCELONA-EUROPA 3-0 24-06-69. COPA PRESIDENTE BARCELONA-CALELLA 3-2 29-06-69. COPA PRESIDENTE BARCELONA-GIMNASTIC 0-1 |